# Ліствиця (книга)

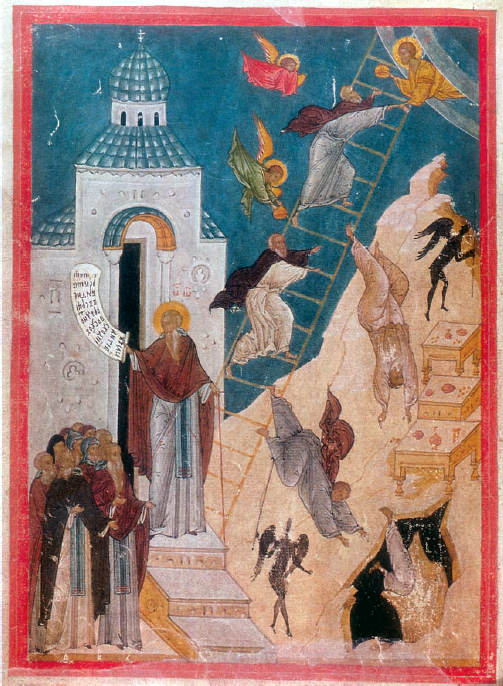
Руська мініатюра початку XVI століття

«Ліствиця»[джерело?] (грец. Κλῖμαξ), також «Ліствиця райська», «Скрижалі духовні» (Сходи Божественного сходження, Сходи раю) — основний твір Іоана Ліствичника. Текст «Ліствиці» входить до 88-го тому Patrologia Graeca.
Церковнослов'янський переклад книги отримав назву від староцерк.-слов. лѣствица — «драбина», «сходи».

## Історія створення

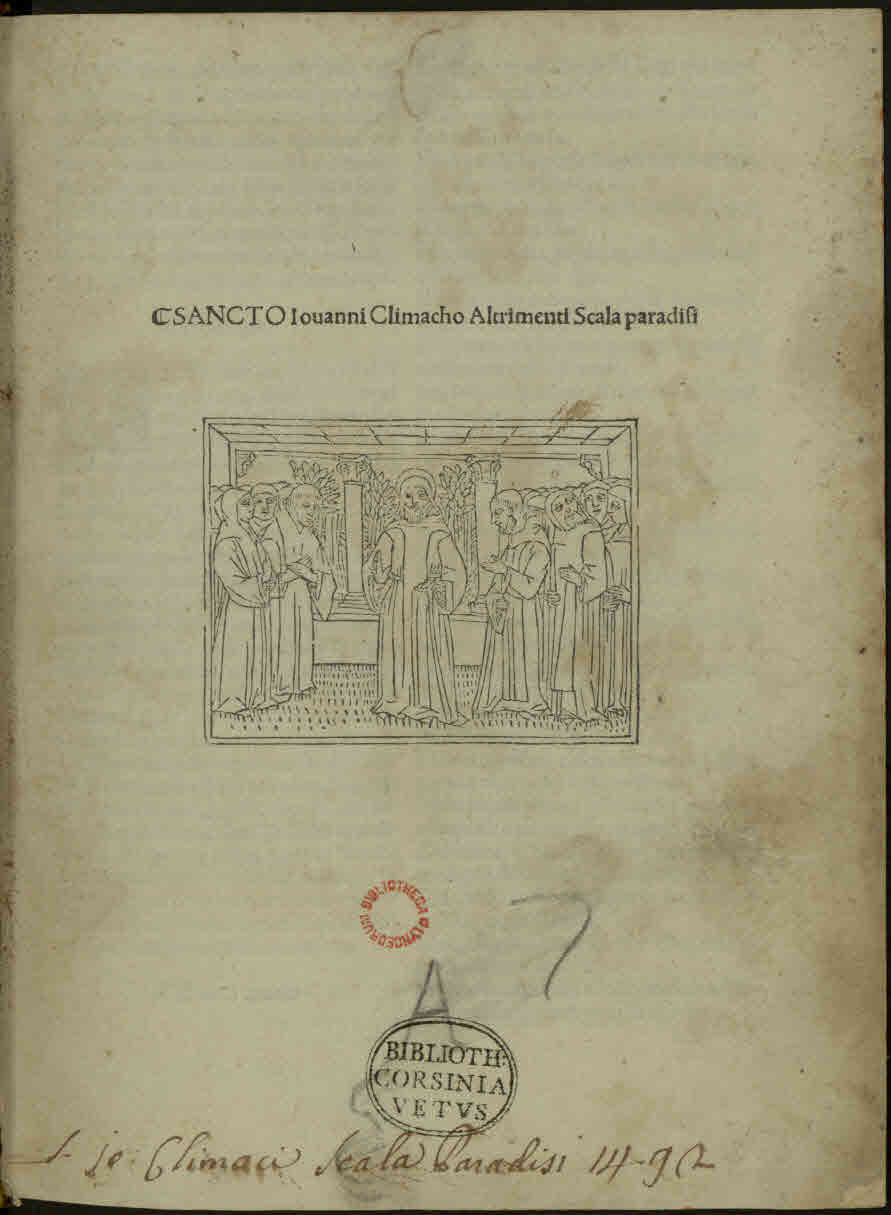
Scala paradisi, 1482

Написана наприкінці VI ст. На прохання Йоана, ігумена Раїтського святий Йоан написав Ліствицю духовну, в якій у тридцяти повчаннях показав ступені сходження до духовної досконалості. До Ліствиці він ще додав і Слово до Пастиря про обов'язки духовного провідника.
З тридцяти повчань Ліствиці робимо вибірку під такими заголовками:
1. 1. Загальні початки подвижництва.
2. 2. Про покаяння.
3. 3. Про чесноти та боротьбу з пристрастями.
4. 4. Про вісім головних пристрастей і боротьбу з ними:
  1. а) з духом черевоугодництва;
  2. б) з духом розпусти;
  3. в) з духом грошолюбства;
  4. г) з духом гніву;
  5. ґ) з духом печали;
  6. д) з духом нудьги;
  7. е) з духом марнославства;
  8. є) з духом гордости.
5. 5. Про безпристрасність.